# Estadio Osman Ahmed Osman
El Estadio Osman Ahmed Osman (en árabe: ستاد مبارك الدولي‎) también llamado Estadio Arab Contractors es un estadio multiusos ubicado en el suburbio de Nasr City en la ciudad de El Cairo, Egipto. El estadio fue inaugurado en 1979 y posee una capacidad para 35 000 espectadores, es sede del club Al-Mokawloon Al-Arab (Arab Contractors) de la Liga Premier de Egipto.
El 10 de noviembre de 2013 albergó la final de vuelta de la Liga de Campeones de la CAF 2013 entre Al-Ahly y Orlando Pirates con triunfo del cuadro egipcio por 2-0.